# 李宗仁 (1966年)
李宗仁（1966年—），雲林縣二崙人，臺灣水墨畫家。早年自國立臺灣藝術專科學校（今國立臺灣藝術大學）美術科國畫組畢業後，曾留學美國，學習西畫，1995年取得美國芳邦大學（Fontbonne University）藝術創作碩士，回臺後投入藝術教育工作 。作品以自然為主題，多描繪臺灣在地自然風光。

## 生平
1966年出生於臺灣雲林縣二崙，1989年畢業於國立臺灣藝術學院美術系國畫組（今國立臺灣藝術大學書畫藝術學系），1995年取得美國芳邦大學（Fontbonne University）藝術創作碩士。回臺後，曾專任於龍華科技大學、國防大學政戰學院藝術系主任，並於2012年專任國立臺灣藝術大學書畫藝術學系教授，兼任國立臺灣藝術大學藝術博物館館長。截至2023年為國立臺灣藝術大學書畫藝術學系教授。曾獲全國美展國畫類首獎、南瀛美展南瀛獎、中山學術文藝創作獎、及文藝獎章等獎項。自1989年至2017年止已累積參與展覽至少78場。

## 創作風格
作品涵蓋高山、平原、海岸等臺灣自然景色，融合東方傳統氣韻及西方雕琢光影之特色，展現臺灣東方美學的不同視角。

## 得獎紀錄
| 獲獎年份 | 頒發機構                           | 獎項                               | 參考資料    |
| -------- | ---------------------------------- | ---------------------------------- | ----------- |
| 1989     | 中華民國教育部                     | 全國美展金龍獎                     | [ 3 ]       |
| 1989     | 中華民國教育部                     | 第十二屆全國美展國畫類首獎         | [ 1 ] [ 5 ] |
| 1993     | 臺南市文化局                       | 第八屆南瀛美展南瀛獎               | [ 1 ]       |
| 2003     | 財團法人中華民國中山學術文化基金會 | 第三十八屆中山文藝創作獎（國畫類） | [ 6 ]       |
| 2004     | 中國文藝協會                       | 第四十五屆文藝獎章（國畫創作獎）   | [ 7 ]       |